# Seznam ministrů zahraničních věcí Spojených států amerických
Toto je seznam ministrů zahraničních věcí Spojených států.

## Tajemníci zahraničních věcí (1781–1789)
10. ledna 1780 Konfederační kongres ustanovil ministerstvo zahraničních věcí.
10. srpna 1781 Kongres zvolil Roberta R. Livingstona, delegáta z New Yorku, jako prvního ministra zahraničních věcí. Livingston nemohl nastoupit do úřadu až do 20. října 1781. Zastával úřad až do 4. června 1783, kdy byl nahrazen Johnem Jayem, který sloužil do 4. března 1789, kdy vláda podle Konfederace ustoupila vládě podle Ústavy.
Kancelář ministra zahraničních věcí a ministerstvo zahraničních věcí byly obnoveny zákonem podepsaným Georgem Washingtonem 27. července 1789. John Jay zastával tento post, dokud se nevrátil Thomas Jefferson z Francie.
| Pořadí | Portrét | Jméno                | State    | Ujal se úřadu      | Opustil úřad   |
| ------ | ------- | -------------------- | -------- | ------------------ | -------------- |
| 1      |         | Robert R. Livingston | New York | 20. října 1781     | 4. června 1783 |
| 2      |         | John Jay             | New York | 4. června 1783     | 4. března 1789 |
| —      |         | John Jay Zastupující | New York | 27. července, 1789 | 15. září, 1789 |

## Ministři zahraničních věcí
15. září 1789, předtím, než se Jefferson mohl ujmout úřadu, Washington podepsal další zákon, který změnil název úřadu z Secretary of Foreign Affairs na Secretary of State, změnil název oddělení na Department of State a přidal několik domácích pravomocí a odpovědností jak kanceláři ministra, tak ministerstvu. Thomas Jefferson nastoupil do funkce prvního ministra zahraničí dne 22. března 1790.
| Pořadí | Ministr                     | Ministr                              | Stát                 | Hlasů v senátu    | Ujal se úřadu      | Opustil úřad                    | Prezident                                   |
| ------ | --------------------------- | ------------------------------------ | -------------------- | ----------------- | ------------------ | ------------------------------- | ------------------------------------------- |
| —      | John Jay                    | John Jay Zastupující                 | New York             |                   | 15. září 1789      | 22. března 1790                 | George Washington (nestraník)               |
| 1      | Thomas Jefferson            | Thomas Jefferson                     | Virginie             |                   | 22. března 1790    | 31. prosince 1793               | George Washington (nestraník)               |
| 2      | Edmund Randolph             | Edmund Randolph                      | Virginie             |                   | 2. ledna 1794      | 20. srpna 1795                  | George Washington (nestraník)               |
| 3      | Timothy Pickering           | Timothy Pickering                    | Pensylvánie          |                   | 20. srpna 1795     | 10. prosince 1795               | George Washington (nestraník)               |
| 3      | Timothy Pickering           | Timothy Pickering                    | Pensylvánie          |                   | 10. prosince 1795  | 4. března 1797                  | George Washington (nestraník)               |
| 3      | Timothy Pickering           | Timothy Pickering                    | Pensylvánie          |                   | 4. března 1797     | 12. května 1800                 | John Adams (federalista)                    |
| —      |                             | Charles Lee Zastupující              | Virginie             |                   | 13. května 1800    | 5. června 1800                  | John Adams (federalista)                    |
| 4      | John Marshall               | John Marshall                        | Virginie             |                   | 13. června 1800    | 4. března 1801                  | John Adams (federalista)                    |
| —      |                             | Levi Lincoln Sr. Zastupující         | Massachusetts        |                   | 5. března, 1801    | 1. května, 1801                 | Thomas Jefferson (Demokratický republikán)  |
| 5      | James Madison               | James Madison                        | Virginie             |                   | 2. května 1801     | 3. března 1809                  | Thomas Jefferson (Demokratický republikán)  |
| 6      | Robert Smith                | Robert Smith                         | Maryland             |                   | 6. března 1809     | 1. dubna 1811                   | James Madison (Demokratický republikán)     |
| 7      | James Monroe                | James Monroe                         | Virginie             |                   | 2. dubna 1811      | 3. března 1817                  | James Madison (Demokratický republikán)     |
| —      |                             | John Graham Zastupující              | Kentucky             |                   | 4. března 1817     | 9. března 1817                  | James Monroe (Demokratický republikán)      |
| —      |                             | Richard Rush Zastupující             | Pensylvánie          |                   | 10. března 1817    | 22. září 1817                   | James Monroe (Demokratický republikán)      |
| 8      | John Quincy Adams           | John Quincy Adams                    | Massachusetts        |                   | 22. září 1817      | 3. března 1825                  | James Monroe (Demokratický republikán)      |
| —      |                             | Daniel Brent Zastupující             | Virginie             |                   | 4. března 1825     | 7. března 1825                  | John Quincy Adams (Demokratický republikán) |
| 9      | Henry Clay                  | Henry Clay                           | Kentucky             |                   | 7. března 1825     | 3. března 1829                  | John Quincy Adams (Demokratický republikán) |
| —      |                             | James Alexander Hamilton Zastupující | New York             |                   | 4. března 1829     | 27. března 1829                 | Andrew Jackson (demokrat)                   |
| 10     | Martin Van Buren            | Martin Van Buren                     | New York             |                   | 28. března 1829    | 23. května 1831                 | Andrew Jackson (demokrat)                   |
| 11     | Edward Livingston           | Edward Livingston                    | Louisiana            |                   | 24. května 1831    | 29. května 1833                 | Andrew Jackson (demokrat)                   |
| 12     | Louis McLane                | Louis McLane                         | Delaware             |                   | 29. května 1833    | 30. června 1834                 | Andrew Jackson (demokrat)                   |
| 13     | John Forsyth                | John Forsyth                         | Georgie              |                   | 1. července 1834   | 4. března 1837                  | Andrew Jackson (demokrat)                   |
| 13     | John Forsyth                | John Forsyth                         | Georgie              |                   | 4. března 1837     | 3. března 1841                  | Martin Van Buren (Demokrat)                 |
| —      |                             | Jacob L. Martin Zastupující          | District of Columbia |                   | 4. března 1841     | 5. března 1841                  | William Harrison (Whig)                     |
| 14     | Daniel Webster              | Daniel Webster                       | Massachusetts        |                   | 6. března 1841     | 4. dubna 1841                   | William Harrison (Whig)                     |
| 14     | Daniel Webster              | Daniel Webster                       | Massachusetts        |                   | 4. dubna 1841      | 8. května 1843                  | John Tyler (Whig)                           |
| —      |                             | Hugh S. Legaré Zastupující           | Jižní Karolína       |                   | 9. května 1843     | 20. června 1843                 | John Tyler (Whig)                           |
| —      |                             | William S. Derrick Zastupující       | Pensylvánie          |                   | 21. června 1843    | 23. června 1843                 | John Tyler (Whig)                           |
| 15     | Abel P. Upshur              | Abel P. Upshur                       | Virginie             |                   | 24. června 1843    | 23. července 1843               | John Tyler (Whig)                           |
| 15     | Abel P. Upshur              | Abel P. Upshur                       | Virginie             |                   | 24. července 1843  | 28. února 1844                  | John Tyler (Whig)                           |
| —      | John Nelson                 | John Nelson Zastupující              | Maryland             |                   | 29. února 1844     | 31. března 1844                 | John Tyler (Whig)                           |
| 16     | John C. Calhoun             | John C. Calhoun                      | Jižní Karolína       |                   | 1. dubna 1844      | 10. března 1845                 | John Tyler (Whig)                           |
| 17     | James Buchanan              | James Buchanan                       | Pensylvánie          |                   | 10. března 1845    | 7. března 1849                  | James K. Polk (Demokrat)                    |
| 18     | John M. Clayton             | John M. Clayton                      | Delaware             |                   | 8. března, 1849    | 9. července 1850                | Zachary Taylor                              |
| 18     | John M. Clayton             | John M. Clayton                      | Delaware             |                   | 9. července 1850   | 22. července 1850               | Millard Fillmore (Whig)                     |
| 19     | Daniel Webster              | Daniel Webster                       | Massachusetts        |                   | 23. července 1850  | 24. října 1852                  | Millard Fillmore (Whig)                     |
| —      |                             | Charles Magill Conrad Zastupující    | Louisiana            |                   | 25. října 1852     | 5. listopadu 1852               | Millard Fillmore (Whig)                     |
| 20     | Edward Everett              | Edward Everett                       | Massachusetts        |                   | 6. listopadu 1852  | 3. března 1853                  | Millard Fillmore (Whig)                     |
| —      |                             | William Hunter Zastupující           | Rhode Island         |                   | 4. března 1853     | 7. března 1853                  | Franklin Pierce (Demokrat)                  |
| 21     | William L. Marcy            | William L. Marcy                     | New York             |                   | 7. března 1853     | 6. března 1857                  | Franklin Pierce (Demokrat)                  |
| 22     | Lewis Cass                  | Lewis Cass                           | Michigan             |                   | 6. března 1857     | 14. prosince 1860               | James Buchanan (Demokrat)                   |
| —      |                             | William Hunter Zastupující           | Rhode Island         |                   | 15. prosince 1860  | 16. prosince 1860               | James Buchanan (Demokrat)                   |
| 23     | Jermiah S. Black            | Jeremiah S. Black                    | Pensylvánie          |                   | 17. prosince 1860  | 5. března 1861                  | James Buchanan (Demokrat)                   |
| 24     | William H. Seward           | William H. Seward                    | New York             |                   | 5. března 1861     | 15. dubna 1865                  | Abraham Lincoln (Republikán)                |
| 24     | William H. Seward           | William H. Seward                    | New York             |                   | 15. dubna 1865     | 4. března 1869                  | Andrew Johnson (Demokrat)                   |
| 25     | Elihu B. Washburne          | Elihu B. Washburne                   | Illinois             |                   | 5. března 1869     | 16. března 1869                 | Ulysses S. Grant (Republikán)               |
| 26     | Hamilton Fish               | Hamilton Fish                        | New York             |                   | 17. března 1869    | 4. března 1877                  | Ulysses S. Grant (Republikán)               |
| 26     | Hamilton Fish               | Hamilton Fish                        | New York             |                   | 4. března 1877     | 12. března 1877                 | Rutherford B. Hayes (Republikán)            |
| 27     | William M. Evarts           | William M. Evarts                    | New York             |                   | 13. března 1877    | 7. března 1881                  | Rutherford B. Hayes (Republikán)            |
| 28     | James G. Blaine             | James G. Blaine                      | Maine                |                   | 7. března 1881     | 19. září 1881                   | James A. Garfield (Republikán)              |
| 28     | James G. Blaine             | James G. Blaine                      | Maine                |                   | 19. září 1881      | 19. prosince 1881               | Chester A. Arthur (Republikán)              |
| 29     | Frederick T. Frelinghuysen  | Frederick Theodore Frelinghuysen     | New Jersey           |                   | 19. prosince 1881  | 6. března 1885                  | Chester A. Arthur (Republikán)              |
| 30     | Thomas F. Bayard            | Thomas F. Bayard                     | Delaware             |                   | 7. března 1885     | 6. března 1889                  | Grover Cleveland (Demokrat)                 |
| 31     | James G. Blaine             | James G. Blaine                      | Maine                |                   | 7. března 1889     | 4. června 1892                  | Benjamin Harrison (Republikán)              |
| —      |                             | William F. Wharton Zastupující       | Massachusetts        |                   | 4. června 1892     | 29. června 1892                 | Benjamin Harrison (Republikán)              |
| 32     | John W. Foster              | John W. Foster                       | Indiana              |                   | 29. června 1892    | 23. února 1893                  | Benjamin Harrison (Republikán)              |
| —      |                             | William F. Wharton Zastupující       | Massachusetts        |                   | 24. února 1893     | 6. března 1893                  | Benjamin Harrison (Republikán)              |
| —      | Grover Cleveland (Demokrat) | William F. Wharton Zastupující       | Massachusetts        |                   | 24. února 1893     | 6. března 1893                  |                                             |
| 33     | Walter Q. Gresham           | Walter Q. Gresham                    | Illinois             |                   | 7. března 1893     | 28. května 1895                 |                                             |
| –      | Edwin F. Uhl                | Edwin F. Uhl Zastupující             | Michigan             |                   | 28. května 1895    | 9. června 1895                  |                                             |
| 34     | Richard Olney               | Richard Olney                        | Massachusetts        |                   | 10. června 1895    | 5. března 1897                  |                                             |
| 35     | John Sherman                | John Sherman                         | Ohio                 |                   | 6. března 1897     | 27. dubna 1898                  | William McKinley (Republikán)               |
| 36     | William R. Day              | William R. Day                       | Ohio                 |                   | 28. dubna 1898     | 16. září 1898                   | William McKinley (Republikán)               |
| —      |                             | Alvey A. Adee Zastupující            | New York             |                   | 17. září 1898      | 29. září 1898                   | William McKinley (Republikán)               |
| 37     |                             | John Hay                             | District of Columbia |                   | 30. září 1898      | 14. září 1901                   | William McKinley (Republikán)               |
| 37     |                             | John Hay                             | District of Columbia | 14. září 1901     | 1. července 1905   | Theodore Roosevelt (Republikán) |                                             |
| —      |                             | Francis B. Loomis Zastupující        | Ohio                 |                   | 1. července 1905   | Theodore Roosevelt (Republikán) | 18. července 1905                           |
| 38     | Elihu Root                  | Elihu Root                           | New York             |                   | 19. července 1905  | Theodore Roosevelt (Republikán) | 27. ledna 1909                              |
| 39     | Robert Bacon                | Robert Bacon                         | New York             |                   | 27. ledna 1909     | Theodore Roosevelt (Republikán) | 5. března 1909                              |
| 40     | Philander C. Knox           | Philander C. Knox                    | Pensylvánie          |                   | 6. března 1909     | 5. března 1913                  | William Howard Taft (Republikán)            |
| 41     | William Jennings Bryan      | William Jennings Bryan               | Nebraska             |                   | 5. března 1913     | 9. června 1915                  | Woodrow Wilson (Demokrat)                   |
| 42     | Robert Lansing              | Robert Lansing                       | New York             |                   | 9. června 1915     | 23. června 1915                 | Woodrow Wilson (Demokrat)                   |
| 42     | Robert Lansing              | Robert Lansing                       | New York             |                   | 24. června 1915    | 13. února 1920                  | Woodrow Wilson (Demokrat)                   |
| —      | Frank Polk                  | Frank Polk Zastupující               | New York             |                   | 14. února 1920     | 12. března 1920                 | Woodrow Wilson (Demokrat)                   |
| 43     | Bainbridge Colby            | Bainbridge Colby                     | New York             |                   | 23. března 1920    | 4. března 1921                  | Woodrow Wilson (Demokrat)                   |
| 44     | Charles Evans Hughes        | Charles Evans Hughes                 | New York             |                   | 5. března 1921     | 2. srpna 1923                   | Warren G. Harding (Republikán)              |
| 44     | Charles Evans Hughes        | Charles Evans Hughes                 | New York             |                   | 2. srpna 1923      | 4. března 1925                  | Calvin Coolidge (Republikán)                |
| 45     | Frank B. Kellogg            | Frank B. Kellogg                     | Minnesota            |                   | 5. března 1925     | 4. března 1929                  | Calvin Coolidge (Republikán)                |
| 45     | Frank B. Kellogg            | Frank B. Kellogg                     | Minnesota            |                   | 4. března 1929     | 28. března 1929                 | Herbert Hoover (Republikán)                 |
| 46     | Henry L. Stimson            | Henry L. Stimson                     | New York             |                   | 28. března 1929    | 4. března 1933                  | Herbert Hoover (Republikán)                 |
| 47     | Cordell Hull                | Cordell Hull                         | Tennessee            |                   | 4. března 1933     | 30. listopadu 1944              | Franklin D. Roosevelt (Demokrat)            |
| 48     | Edward Stettinius Jr.       | Edward Stettinius Jr.                | Virginie             |                   | 1. prosince 1944   | 12. dubna 1945                  | Franklin D. Roosevelt (Demokrat)            |
| 48     | Edward Stettinius Jr.       | Edward Stettinius Jr.                | Virginie             |                   | 12. dubna 1945     | 27. června 1945                 | Harry S. Truman (Demokrat)                  |
| —      |                             | Joseph Grew Zastupující              | New Hampshire        |                   | 28. června 1945    | 3. července 1945                | Harry S. Truman (Demokrat)                  |
| 49     | James F. Byrnes             | James F. Byrnes                      | Jižní Karolína       |                   | 3. července 1945   | 21. ledna 1947                  | Harry S. Truman (Demokrat)                  |
| 50     | George C. Marshall          | George Catlett Marshall              | Pensylvánie          |                   | 21. ledna 1947     | 20. ledna 1949                  | Harry S. Truman (Demokrat)                  |
| 51     | Dean G. Acheson             | Dean Acheson                         | Maryland             |                   | 21. ledna 1949     | 20. ledna 1953                  | Harry S. Truman (Demokrat)                  |
| —      |                             | H. Freeman Matthews Zastupující      | Maryland             |                   | 20. ledna 1953     | 21. ledna 1953                  | Dwight D. Eisenhower (Republikán)           |
| 52     | John Foster Dulles          | John Foster Dulles                   | New York             |                   | 21. ledna 1953     | 22. dubna 1959                  | Dwight D. Eisenhower (Republikán)           |
| 53     | Christian A. Herter         | Christian Herter                     | Massachusetts        |                   | 22. dubna 1959     | 20. ledna 1961                  | Dwight D. Eisenhower (Republikán)           |
| —      |                             | Livingston T. Merchant Zastupující   | District of Columbia |                   | 20. ledna 1961     | 21. ledna 1961                  | John F. Kennedy (Demokrat)                  |
| 54     | Dean Rusk                   | Dean Rusk                            | New York             |                   | 21. ledna 1961     | 22. listopadu 1963              | John F. Kennedy (Demokrat)                  |
| 54     | Dean Rusk                   | Dean Rusk                            | New York             |                   | 22. listopadu 1963 | 20. ledna 1969                  | Lyndon B. Johnson (Demokrat)                |
| —      |                             | Charles E. Bohlen Zastupující        | District of Columbia |                   | 20. ledna 1969     | 22. ledna 1969                  | Richard Nixon (Republikán)                  |
| 55     | William P. Rogers           | William P. Rogers                    | Maryland             |                   | 22. ledna 1969     | 3. září 1973                    | Richard Nixon (Republikán)                  |
| —      |                             | Kenneth Rush Zastupující             | Florida              |                   | 3. září 1973       | 22. září 1973                   | Richard Nixon (Republikán)                  |
| 56     | Henry A. Kissinger          | Henry Kissinger                      | District of Columbia | 78–7              | 22. září 1973      | 9. srpna 1974                   | Richard Nixon (Republikán)                  |
| 56     | Henry A. Kissinger          | Henry Kissinger                      | District of Columbia |                   | 9. srpna 1974      | 20. ledna 1977                  | Gerald Ford (Republikán)                    |
| —      |                             | Philip Habib Zastupující             | Kalifornie           |                   | 20. ledna 1977     | 23. ledna 1977                  | Jimmy Carter (Demokrat)                     |
| 57     | Cyrus R. Vance              | Cyrus Vance                          | New York             | Ústní hlasování   | 23. ledna 1977     | 28. dubna 1980                  | Jimmy Carter (Demokrat)                     |
| —      |                             | Warren Christopher Zastupující       | Kalifornie           |                   | 28. dubna 1980     | 2. května 1980                  | Jimmy Carter (Demokrat)                     |
| —      |                             | David D. Newsom Zastupující          |                      |                   | 2. května 1980     | 3. května 1980                  | Jimmy Carter (Demokrat)                     |
| —      |                             |                                      |                      |                   | 3. května 1980     | 3. května 1980                  | Jimmy Carter (Demokrat)                     |
| —      |                             | David D. Newsom Zastupující          |                      |                   | 3. května 1980     | 4. května 1980                  | Jimmy Carter (Demokrat)                     |
| —      |                             | Warren Christopher Zastupující       | Kalifornie           |                   | 4. května 1980     | 8. května 1980                  | Jimmy Carter (Demokrat)                     |
| 58     | Edmund Muskie               | Edmund Muskie                        | Maine                | 94–2              | 8. května 1980     | 20. ledna 1981                  | Jimmy Carter (Demokrat)                     |
| 59     | Alexander Haig              | Alexander Haig                       | Connecticut          | 93–6              | 22. ledna 1981     | 5. července 1982                | Ronald Reagan (Republikán)                  |
| —      | Walter J. Stoessel Jr.      | Walter J. Stoessel Jr. Zastupující   | Kalifornie           |                   | 5. července 1982   | 16. července 1982               | Ronald Reagan (Republikán)                  |
| 60     | George P. Shultz            | George P. Shultz                     | Kalifornie           | 97–0              | 16. července 1982  | 20. ledna 1989                  | Ronald Reagan (Republikán)                  |
| —      | Michael Armacost            | Michael Armacost Zastupující         | Maryland             |                   | 20. ledna 1989     | 25. ledna 1989                  | George H. W. Bush (Republikán)              |
| 61     | James Baker                 | James Baker                          | Texas                | 99–0              | 25. ledna 1989     | 23. srpna 1992                  | George H. W. Bush (Republikán)              |
| 62     | Lawrence Eagleburger        | Lawrence Eagleburger                 | Florida              |                   | 23. srpna 1992     | 8. prosince 1992                | George H. W. Bush (Republikán)              |
| 62     | Lawrence Eagleburger        | Lawrence Eagleburger                 | Florida              | Zástupně jmenován | 8. prosince 1992   | 20. ledna 20                    | George H. W. Bush (Republikán)              |
| —      |                             | Arnold Kanter Zastupující            | Virginie             |                   | 20. ledna 1993     | 20. ledna 1993                  | Bill Clinton (Demokrat)                     |
| —      |                             | Frank G. Wisner Zastupující          | District of Columbia |                   | 20. ledna 1993     | 20. ledna 1993                  | Bill Clinton (Demokrat)                     |
| 63     | Warren Christopher          | Warren Christopher                   | Kalifornie           | Ústní hlasování   | 20. ledna 1993     | 17. ledna 1997                  | Bill Clinton (Demokrat)                     |
| 64     | Madeleine Albrightová       | Madeleine Albrightová                | District of Columbia | 99–0              | 23. ledna 1997     | 20. ledna 2001                  | Bill Clinton (Demokrat)                     |
| 65     | Colin Powell                | Colin Powell                         | Virginie             | Ústní hlasování   | 20. ledna 2001     | 26. ledna 2005                  | George W. Bush (Republikán)                 |
| 66     | Condoleezza Riceová         | Condoleezza Riceová                  | Kalifornie           | 85–13             | 26. ledna 2005     | 20. ledna 2009                  | George W. Bush (Republikán)                 |
| —      |                             | William Joseph Burns Zastupující     | District of Columbia |                   | 20. ledna 2009     | 21. ledna 2009                  | Barack Obama (Demokrat)                     |
| 67     |                             | Hillary Clintonová                   | New York             | 94–2              | 21. ledna 2009     | 1. února 2013                   | Barack Obama (Demokrat)                     |
| 68     |                             | John Kerry                           | Massachusetts        | 94–3              | 1. února 2013      | 20. ledna 2017                  | Barack Obama (Demokrat)                     |
| —      | Thomas Shannon              | Tom Shannon Zastupující              | Minnesota            |                   | 20. ledna 2017     | 1. února 2017                   | Donald Trump (Republikán)                   |
| 69     | Rex Tillerson               | Rex Tillerson                        | Texas                | 55–43             | 1. února 2017      | 31. března 2018                 | Donald Trump (Republikán)                   |
| —      | John J. Sullivan            | John J. Sullivan Zastupující         | Massachusetts        |                   | 1. dubna 2018      | 26. dubna 2018                  | Donald Trump (Republikán)                   |
| 70     |                             | Mike Pompeo                          | Kansas               | 57–42             | 26. dubna 2018     | 20. ledna 2021                  | Donald Trump (Republikán)                   |
| —      |                             | Daniel Bennett Smith Zastupující     | Virginie             |                   | 20. ledna 2021     | 26. ledna 2021                  | Joe Biden (Demokrat)                        |
| 71     |                             | Antony Blinken                       | New York             | 78–22             | 26. ledna 2021     | 20. ledna 2025                  | Joe Biden (Demokrat)                        |
| —      |                             | Lisa Kennaová Zastupující            | Vermont              |                   | 20. ledna 2025     | 21. ledna 2025                  | Donald Trump (Republikán)                   |
| 72     |                             | Marco Rubio                          | Florida              | 99–0              | 21. ledna 2025     | úřadující                       | Donald Trump (Republikán)                   |